# Volvo 440/460
Volvo 440 och 460 är en framhjulsdriven kompaktbil tillverkad av Volvo mellan 1988 och 1996. Volvo 440 byggdes som halvkombi och 460 som sedan. Bilarna byggdes i Volvos fabrik i Born i Nederländerna. Namngivningen avvek lite från tidigare modeller, där siffran i mitten hade angett antal cylindrar (eller i Volvo 340/360 en större motor i den senare). I 400-serien blev det istället karossvarianterna som fick olika nummer. Den principen frångicks igen i 850 och Volvo 900-serien som återgick till antal cylindrar i mittensiffran.
Volvo 440 tillverkades under åren 1988 (årsmodell 1989) till 1996. Två år tidigare hade Volvo presenterat Volvo 480, som bröt mot Volvos designtradition och var märkets första framhjulsdrivna bil med tvärmonterad motor. Volvo 440 och 460 var dock utseendemässigt mer konventionella än 480. Modellerna utvecklades inom samma projekt som Volvo 850. Projektet hette Projekt Galaxy och det finns därför många likheter i konstruktionen mellan dessa bilar. Däremot skiljer sig de mekaniska delarna åt, bl.a. genom att 400-serien fick motorer som tillverkades av Renault, medan 850 hade en svensktillverkad 5-cylindrig motor av Volvos egen konstruktion.
Volvo 440, 460 och 480 gjorde aldrig någon jättesuccé, men sålde ändå ganska bra. Problemen med svårfunna reservdelar, rostproblem och kvalitetsproblem sablade ner ryktet för modellen i början.
Detta blev dock bättre när modellen fick en rejäl ansiktslyftning modellåret 1994, vilket bland annat innebar nyare rundare front och bakparti, samt mer utrustning, bättre kvalitet och rostskydd. Ansiktslyftet gav släktdrag i designen med Volvo 850.
I början fanns modellen i utrustningsnivåerna DL, GL, GLE, GLT och Turbo. 
Senare kom även SE-paketet med en del lyxutrustning såsom elfönsterhissar både fram och bak, luftkonditionering, färddator, larm med mera.
Alla modeller är tillverkade i den holländska fabriken i Born som Volvo och Mitsubishi vid tillfället båda var delägare i. Motorerna är hämtade från Renault precis som hos föregångaren Volvo 340, och återfinns i till exempel Renault 19. Hösten 1996 ersattes Volvo 400 med Volvo S40/V40 som utvecklades i samarbete med Mitsubishi.
Specifikationer (Volvo 440 GL 1990)
- Mått och vikt
  - Längd: 4312 mm
  - Bredd: 1710 mm
  - Höjd: 1400 mm
  - Hjulbas: 2503 mm
  - Vänddiameter: 1014 mm
  - Tjänstevikt: 1017 kg
  - Totalvikt: 1580 kg
  - Bränsletank: 60 liter

- Prestanda
  - Toppfart: 185 km/h
  - Acceleration 0–100 km/h: 10,5 s

- Motor
  - Beteckning: B200 FP 115
  - Typ: Rak 4-cyl, tvärmonterad, insprutning
  - Volym: 1 921 cc
  - Effekt: 101 hk (75 kW) vid 5 600 rpm
  - Vridmoment: 142 Nm vid 3 900 rpm

- Volvo 440 finns med olika paket:
  - DL, GL, GLE, GLT, SE och Turbo

## 460
Volvo 460 var sedanmodellen av Volvo 440 och vände sig till kunder som var ute efter en kompakt bil med ett konventionellt bagageutrymme, storleksmässigt är den jämförbar med Volkswagen Jetta.
Volvo 460 har en något längre kaross.
Någon kombimodell av 400-serien var aldrig aktuell, kanske för att Volvo inte ville konkurrera med sina egna modeller i 240- och 740-serien. Dock tänkte man tydligen om när det gällde efterföljaren S40, som i kombiversion hette V40.